# Lîbohora, Skole
Lîbohora (în ucraineană Либохора) este o comună în raionul Skole, regiunea Liov, Ucraina, formată numai din satul de reședință.

## Demografie
Componența lingvistică a comunei Lîbohora
     Ucraineană (99,89%)
     Alte limbi (0,11%)
Conform recensământului din 2001, majoritatea populației comunei Lîbohora era vorbitoare de ucraineană (99,89%), existând în minoritate și vorbitori de alte limbi.